# Святогоровка
Святого́ровка (каз. Святогоровка) — село у складі Осакаровського району Карагандинської області Казахстану. Входить до складу Карагайлинського сільського округу.
Населення — 47 осіб (2021; 101 у 2009, 180 у 1999, 192 у 1989).
Національний склад станом на 1989 рік:
- росіяни — 100 %.